# Gunung Sinengoh Buloh
Gunung Sinengoh Buloh är ett berg i Indonesien.   Det ligger i provinsen Aceh, i den västra delen av landet, 1 700 km nordväst om huvudstaden Jakarta. Toppen på Gunung Sinengoh Buloh är 698 meter över havet, eller 228 meter över den omgivande terrängen. Bredden vid basen är 2,3 km.
Terrängen runt Gunung Sinengoh Buloh är kuperad. Runt Gunung Sinengoh Buloh är det glesbefolkat, med 19 invånare per kvadratkilometer. I omgivningarna runt Gunung Sinengoh Buloh växer i huvudsak städsegrön lövskog.